# Walter Runciman, 3. Viscount Runciman of Doxford
Walter Garrison Runciman, 3. Viscount Runciman of Doxford, bekannt als W. G. (Garry) Runciman CBE (* 10. November 1934; † 10. Dezember 2020) war ein britischer Adliger und Soziologe.

## Leben und Wirken
Runciman stammt aus einer Familie von Reedern und Politikern. Sein Großvater Walter Runciman, 1. Viscount Runciman of Doxford, war nahezu 40 Jahre Mitglied des House of Commons und lange Jahre auch Minister in verschiedenen liberalen Regierungen gewesen.
Runciman erhielt seine schulische und akademische Ausbildung am Eton College und am Trinity College an der University of Cambridge. Mit einem Stipendium für die Universitäten Harvard und Berkeley setzte er zwischen 1958 und 1960 in den Vereinigten Staaten seine akademische Ausbildung fort. 1959 wurde er Fellow des Trinity College in Cambridge bis 1963. Danach wurde er Geschäftsmann, kehrte aber 1971 wieder als Fellow an sein College zurück und lehrte dort vergleichende und historische Soziologe. 1975 wurde er Mitglied der British Academy, als deren Präsident er von 2001 bis 2005 amtierte. 1986 wurde er in die American Academy of Arts and Sciences gewählt. Ab 1993 war er Mitglied der Academia Europaea.
Die Universitäten von Edinburgh, Oxford und York sowie das King’s College London haben ihm die Ehrendoktorwürde verliehen.
1989 erbte er den Titel eines Viscount Runciman of Doxford. Den damit verbundenen Sitz im House of Lords verlor er durch den House of Lords Act 1999.
Runciman war verheiratet mit Ruth Runciman. Seine Frau war Vorsitzende der inzwischen aufgelösten Mental Health Act Commission. Der gemeinsame Sohn David Runciman ist ein bekannter Politikwissenschaftler, sein Onkel Steven Runciman war ein bedeutender Historiker, der eine dreibändige Geschichte der Kreuzzüge verfasst hat.

## Werk
Runcimans Buch Relative Deprivation and Social Justice (1966) gilt als ein sozialwissenschaftliches Meisterwerk. Es gelang dem Autor, in interdisziplinärer Weise mit Ansätzen aus der Soziologie, Sozialpsychologie und Geschichte die Beziehung zwischen der tatsächlichen Ungleichheit und ihrer subjektiven Wahrnehmung und Bewertung differenziert aufzuschließen. Zur Bestimmung der relativen („gefühlten“) Deprivation bediente er sich des Konzepts der Referenzgruppe, und zwar in der dreifachen Form: der comparative reference group (Vergleichsgruppe), der normative reference group (sie liefert die Standards für den Vergleich)  und der membership reference group (Zugehörigkeitsgruppe). Das Buch hat die Diskussion über soziale Gerechtigkeit erheblich beeinflusst.

## Schriften (Auswahl)
- Relative Deprivation and Social Justice: a Study of Attitudes to Social Inequality in Twentieth-Century Britain (1966)
- Social Science and Political Theory (1969)
- A Critique of Max Weber’s Philosophy of Social Science (1972)
- A Treatise on Social Theory, Vol. I: The Methodology of Social Theory (1983), Vol. 2 (1989), Vol. 3 (1997),
- The Social Animal (1998)